# (4916) Brumberg
(4916) Brumberg – planetoida z grupy pasa głównego asteroid okrążająca Słońce w ciągu 5,32 lat w średniej odległości 3,05 j.a. Została odkryta 10 sierpnia 1970 roku przez Krymskie Obserwatorium Astrofizyczne w Naucznym. Nazwa planetoidy pochodzi od Wiktora Aleksandrowicza Brumberga (ur. 1933) – radzieckiego astronoma, pracownika Instytutu Astronomii Teoretycznej i Instytutu Astronomii Stosowanej.